# Póréhagyma
A póréhagyma (Allium porrum) az emberiség egyik ősi kultúrnövénye. Ismert zöldségféle volt az ókori Egyiptomban, de a görögök és a rómaiak is előszeretettel fogyasztották. Napjainkban is népszerű kultúrnövény. Eredeti vadonélő formája mára csak elvétve található meg a mediterráneumban. Élettani hatása igen kedvező, magas az ásványi anyag tartalma, és számottevő mennyiségű vitamin  található benne.

## Leírása
Évelő növény, de hazánkban csak a téli fajták képesek áttelelni. A póréhagyma magassága 40–60 cm. A levelek alsó része fehér színű, a gyökérzet felett hüvely szerűen egymást burkolva hengerszerű alakzatban fejlődnek. A levél folytatása zöld színű, a külső levélhüvelyek zölden csíkozottak, laposak, 2–3 cm szélesek, ellentétes oldalról sűrűn egymásra lapolódnak. A póréhagyma csak a második évtől hoz magszárat, amely 100–120 cm magas is lehet. A szár vastagsága egyenletes, tartása merev. Virága gömb alakú melynek átmérője elérheti a 8–12 cm-t, a virágernyők szára 4–6 cm-es. Szirmai aprók halvány rózsaszínűek vagy zöldes-fehérek, megtermékenyülést követően toktermést képeznek.

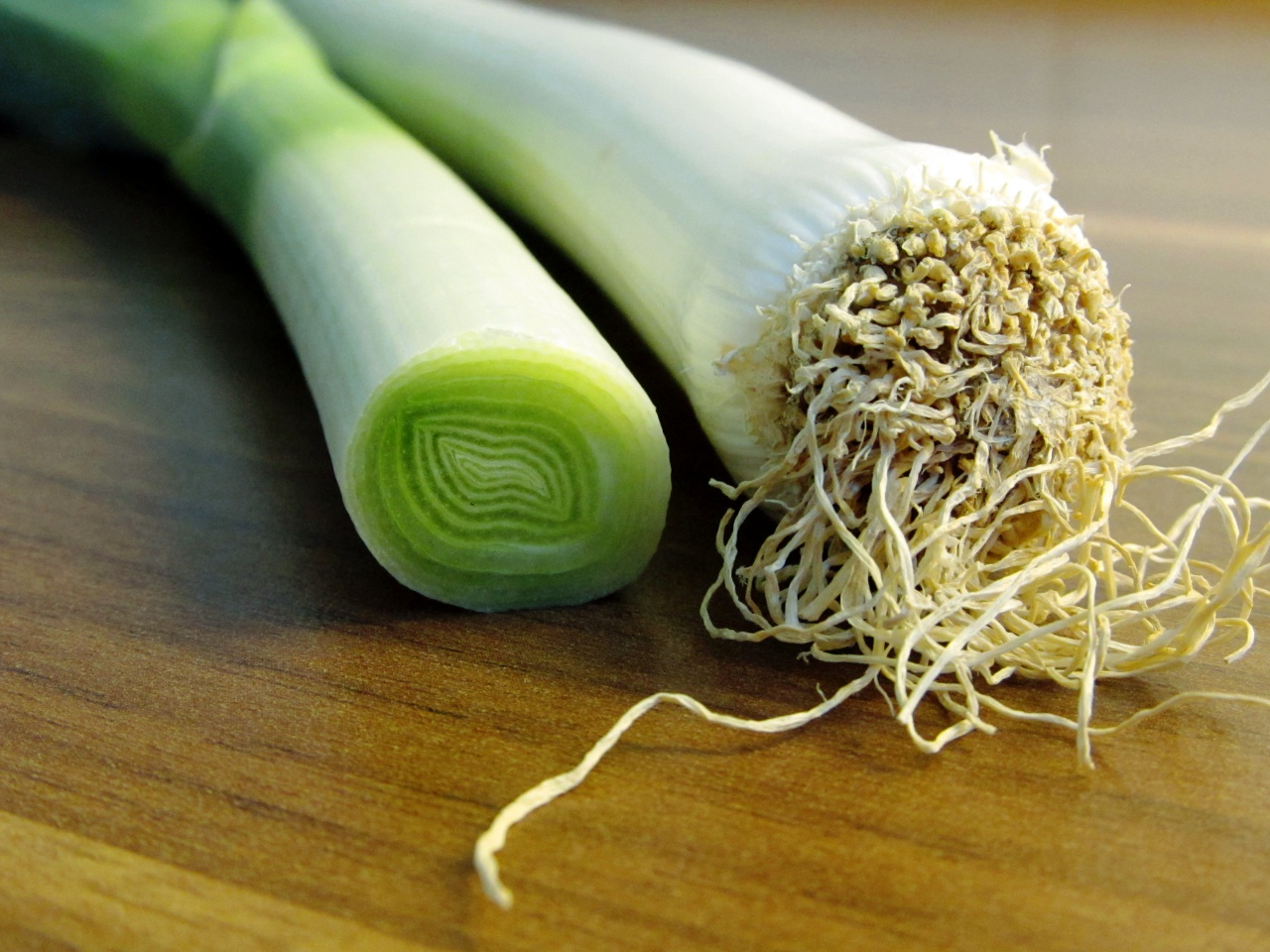
póréhagyma
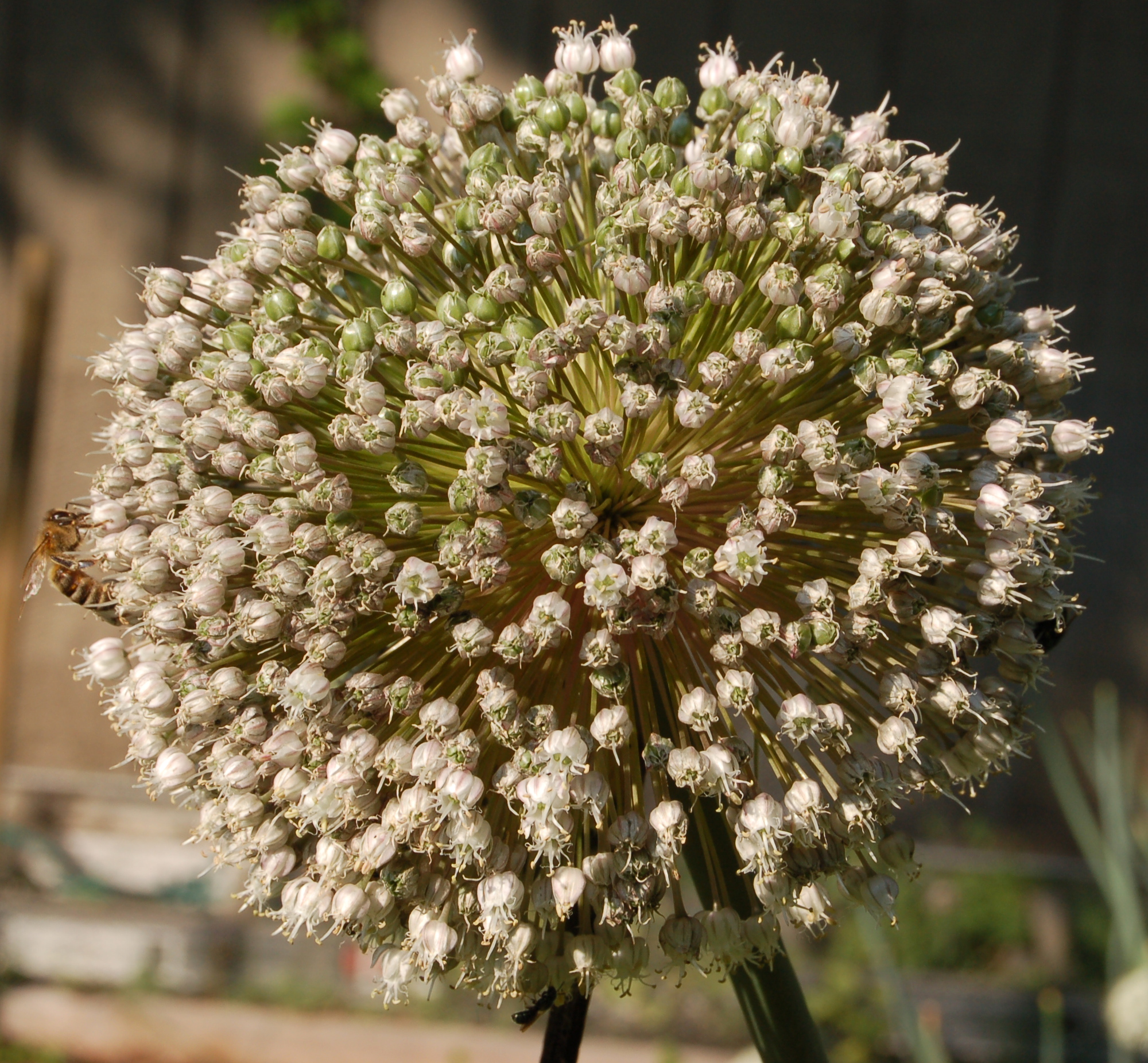
póréhagyma virágzata
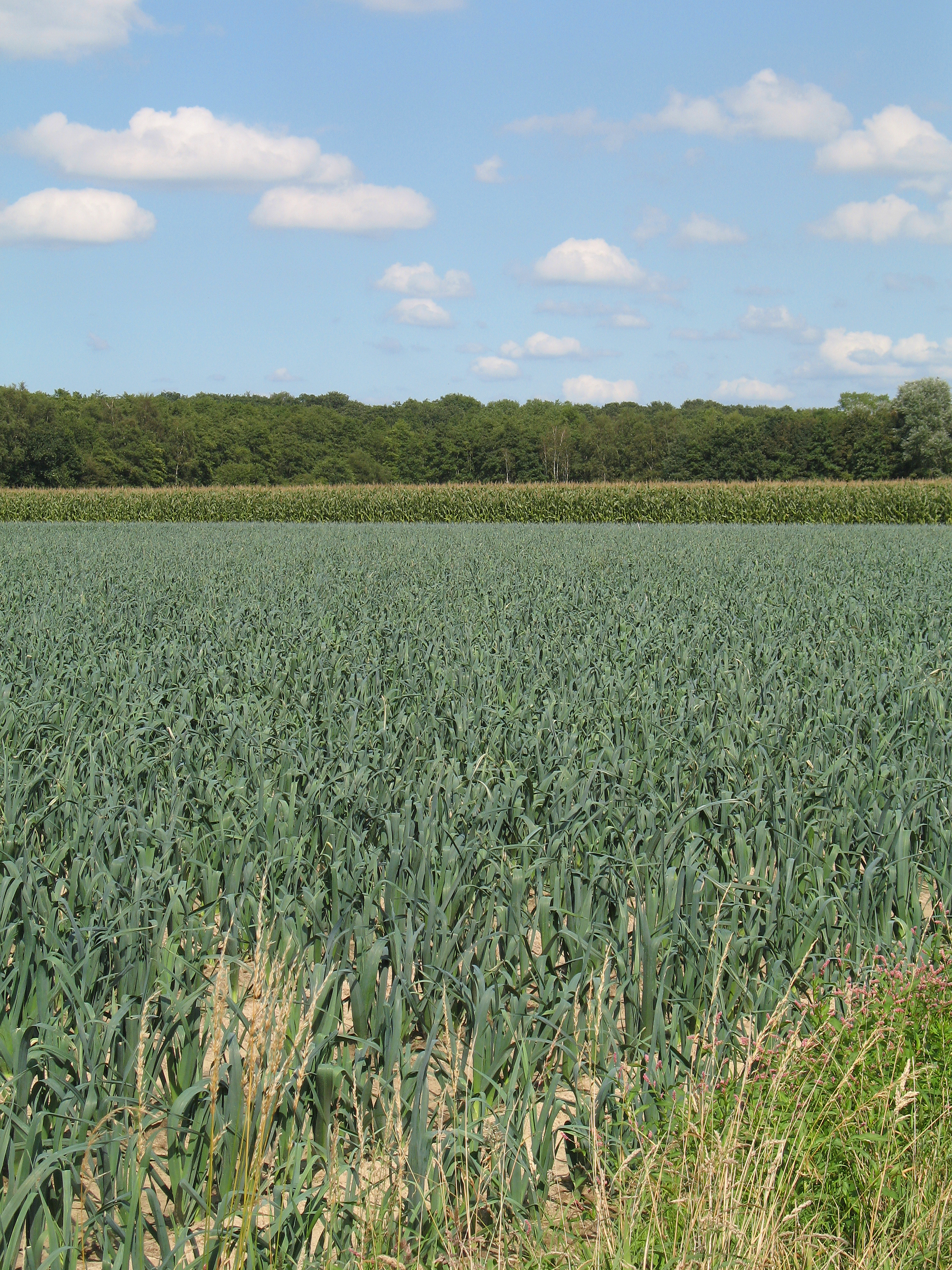
póréhagyma ültetvény Belgiumban
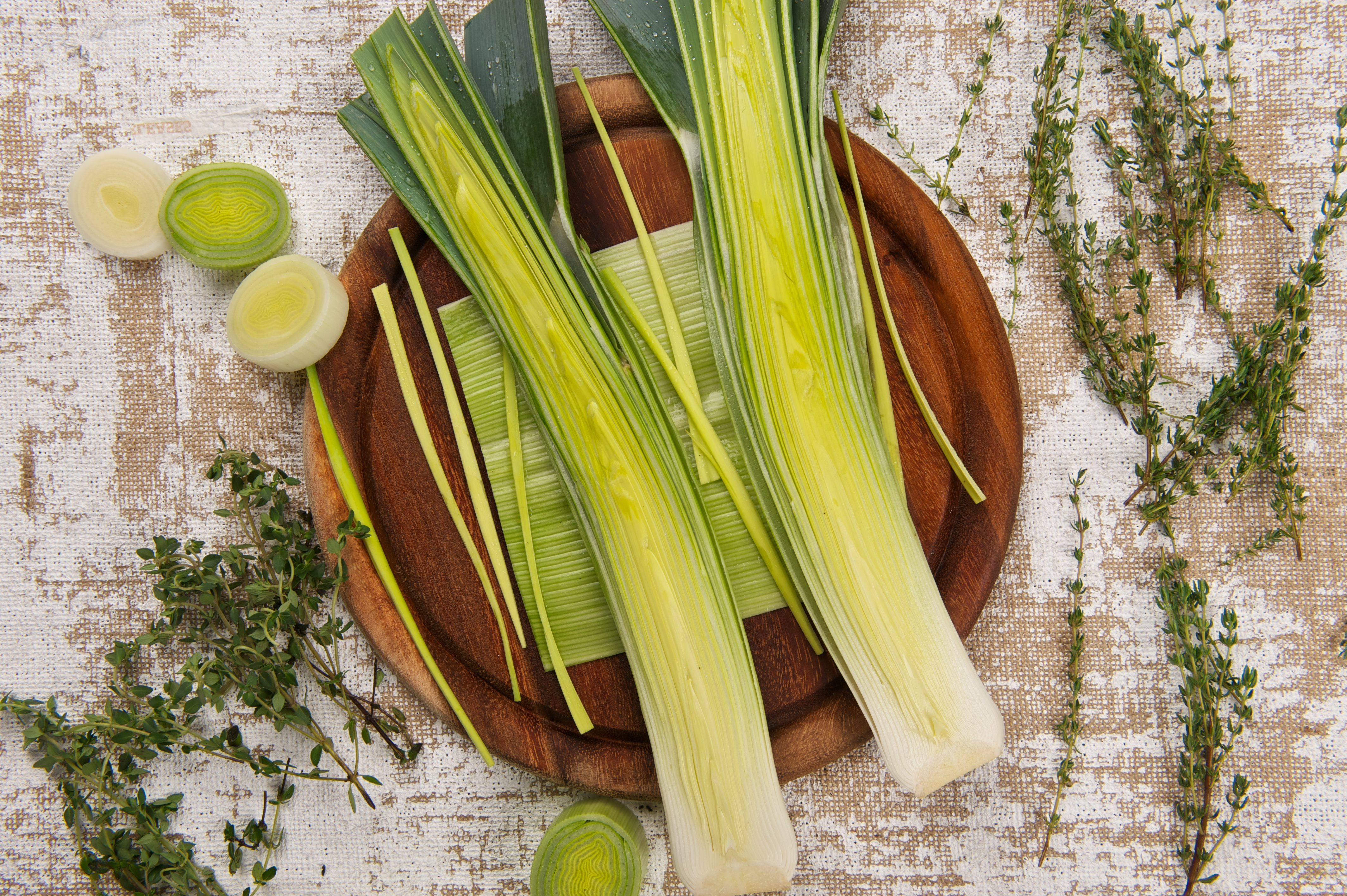
póréhagyma

## Felhasználása
Sokan méltán említik a póréhagymát mint a francia konyha egyik elismert alapanyagát. Nem véletlen, hogy az európai póréhagyma termelésben az élen Franciaország áll, 10 millió tonna/év átlag termeléssel. Hajszálgyökérzetét leszámítva az egész növényt felhasználjuk táplálékkészítésben. Élettani hatásai kedvezőek hasonló módon a többi étkezési hagymafélékhez, viszont íze és szaga nem annyira intenzív mint például a vöröshagymáé. Felhasználását tekintve igen nagy változatosságot tapasztalhatunk. Egyaránt fogyasztjuk nyersen, főve, sütve vagy szárítva. Felhasználják díszítő elemnek, salátaként, levesekben vagy fűszernövényként, de mint önálló köret is megállja helyét. Magyarországon kevésbé elterjedt. Legfőbb fogyasztói Franciaország, Anglia, Kína, India, a skandináv országok.

## Élettani hatása
Energiatartalma csekély, de jelentős vitamin és ásványi-anyag forrás. Nagyobb mennyiségben tartalmaz B6-vitamint, C-vitamint, K-vitamint és folsavat. Ásványi-anyag tartalmánál érdemes megemlíteni a vasat, foszfort, káliumot és magnéziumot. Élettani szempontból fontos további tápanyagok a póréhagymában: cink, mangán, szelén. Nagyobb mennyiségben tartalmaz allicint, amely antibakteriális hatású kénvegyület. Glikémiás indexe (GI) 10, azaz alacsony. Hasznos tápanyagtartalma mellett jótékony hatással bír az emberi szervezet vízháztartására, koleszterinszintre és magas vérnyomásra.

## Termesztése
A póréhagyma egy népszerű és tápláló zöldség, amelyet világszerte termesztenek. 2021-ben a póréhagymát több mint 50 országban termesztették, és az éves termés mennyisége meghaladta a 2,5 millió tonnát.
A világ legnagyobb póréhagyma termelői közé tartozik Indonézia, Ruanda, Törökország, Belgium és Franciaország. Ezek az országok a 2021-es termelésük alapján az első öt helyen álltak. 2021-ben Indonézia, Ruanda, Törökország és Belgium az éves termés felét (50%) adták a világ póréhagyma termelésének.
Magvetéssel és palántázással egyaránt szaporítható növény. Talajként közepesen kötött, tápanyagban gazdag talaj a megfelelő. A magvetésre ideális a március hónap. A magok csírázása és a növény növekedése 5 °C felett indul meg. A növény optimális fejlődési hőmérséklete 19-22 °C. Vetését 2 cm mély árokban végezzük 25 cm sortávolsággal. A kikelt egyedek ritkítását fokozatosan végezzük. Fiatal növényeknél 5 cm kifejlett növényeknél 10–15 cm tőtávolság az optimális. Vetésnél / palántázásnál javasolt a növényeket egy 5–10 cm mély árokba helyezni, majd amikor a növények  tenyészidejük feléhez érnek érdemes az árkot földdel feltölteni, így megnövelhető a póréhagyma értékes fehér részének nagysága betakarításkor. Alapvetően fény és folyadékidényes növény. Itthoni körülmények között a jó terméshozam nem valószínűsíthető öntözés nélkül, de augusztus-szeptember után már nem kell öntözni. Árnyékos helyen gyéren terem, egyedei kevéssé fejlődnek. A magszár képződéséhez szüksége van egy nyugalmi időszakra a növénynek, amely 1,5-2,5 hónapig tart 4-6 °C-on. A végső betakarítással akár a késő őszt is meg lehet várni.
| Energia 61 kcal 255 kJ |         |
| Szénhidrátok | 14.15 g |
| - Cukrok 3.9 g |         |
| - Étkezési rostok 1.8 g |         |
| Zsír | 0.3 g   |
| Fehérje | 1.5 g   |
| Víz | 83 g    |
| A-vitamin ekviv. 83 μg | 10%     |
| β-karotin 1000 μg | 9%      |
| Tiamin (B1-vitamin) 0.06 mg | 5%      |
| Riboflavin (B2-vitamin) 0.03 mg | 3%      |
| Niacin (B3-vitamin) 0.4 mg | 3%      |
| Pantoténsav (B5-vitamin) 0.14 mg | 3%      |
| B6-vitamin 0.233 mg | 18%     |
| Folsav (B9-vitamin) 64 μg | 16%     |
| C-vitamin 12 mg | 14%     |
| E-vitamin 0.92 mg | 6%      |
| K-vitamin 47 μg | 45%     |
| Kalcium 59 mg | 6%      |
| Vas 2.1 mg | 16%     |
| Magnézium 28 mg | 8%      |
| Mangán 0.481 mg | 23%     |
| Foszfor 35 mg | 5%      |
| Kálium 180 mg | 4%      |
| Link to USDA Database entry A százalékos értékek az amerikai felnőttek számára javasolt napi mennyiségre (RDA) vonatkoznak. Forrás: USDA tápanyag adatbázis |         |